# Моррісон (Айова)
Моррісон (англ. Morrison) — місто (англ. city) в США, в окрузі Гранді штату Айова. Населення — 98 осіб (2020).

## Географія
Моррісон розташований за координатами 42°20′35″ пн. ш. 92°40′23″ зх. д. / 42.34306° пн. ш. 92.67306° зх. д. (42.343033, -92.673140).  За даними Бюро перепису населення США в 2010 році місто мало площу 0,26 км², уся площа — суходіл.

## Демографія
Згідно з переписом 2010 року, у місті мешкали 94 особи в 40 домогосподарствах у складі 26 родин. Густота населення становила 362 особи/км².  Було 40 помешкань (154/км²).
Расовий склад населення:
| - 92,6 % — білих - 2,1 % — чорних або афроамериканців - 1,1 % — азіатів |

До двох чи більше рас належало 4,3 %. Частка іспаномовних становила 0,0 % від усіх жителів.
За віковим діапазоном населення розподілялося таким чином: 24,5 % — особи молодші 18 років, 57,4 % — особи у віці 18—64 років, 18,1 % — особи у віці 65 років та старші. Медіана віку мешканця становила 40,5 року. На 100 осіб жіночої статі у місті припадало 108,9 чоловіків;  на 100 жінок у віці від 18 років та старших — 121,9 чоловіків також старших 18 років.
Середній дохід на одне домашнє господарство  становив 59 989 доларів США (медіана — 56 250), а середній дохід на одну сім'ю — 81 192 долари (медіана — 77 500). За межею бідності перебувало 2,1 % осіб, у тому числі 0,0 % дітей у віці до 18 років та 0,0 % осіб у віці 65 років та старших.
Цивільне працевлаштоване населення становило 54 особи. Основні галузі зайнятості: виробництво — 40,7 %, будівництво — 13,0 %, освіта, охорона здоров'я та соціальна допомога — 11,1 %.